# ネクストスター門別
ネクストスター門別（ネクストスターもんべつ）はホッカイドウ競馬で施行される地方競馬の重賞競走である。正式名称は「BTC賞 ネクストスター門別」。

## 概要
「全日本的なダート競走の体系整備」の一環で、3歳馬によって春に行われる兵庫チャンピオンシップを頂点とする2・3歳ダート短距離路線の整備が2023年-2024年にかけて行われた。そこで各主催者・地区ごとに新設されたのが、高額賞金のネクストスターの冠する競走で、本競走「ネクストスター門別」は2歳秋に北海道地区を担う競走として2023年に創設されたものである。なお、2歳戦で施行されるネクストスター競走は地方デビュー・地元馬限定戦として行われるため、本競走もホッカイドウ所属限定の条件となっている。
また、第1回より未来優駿シリーズに組み込まれている。
負担重量は2013年が定量で55kg、牝馬54kgで、2014年は定量で56kg、牝馬55kgとなっている。

### 条件・賞金等（2024年）
出走条件
サラブレッド系2歳、ホッカイドウ競馬所属（地方デビュー）
負担重量
定量（56kg、牝馬55kg）
賞金額
1着1000万円、2着280万円、3着210万円、4着140万円、5着70万円。
副賞
スタリオンシリーズに指定されており、サンダースノーの次年度配合権利が優勝馬馬主へ贈られる。

### スタリオンシリーズ
第1回よりスタリオンシリーズに指定されており、種牡馬の次年度配合権利が副賞となっている。対象種牡馬と付与対象は以下の通り。
| 回    | 対象種牡馬     | 付与対象 |
| ----- | -------------- | -------- |
| 1-2回 | サンダースノー | 馬主     |

## 歴代優勝馬
| 回数  | 施行日        | 距離  | 優勝馬           | 性齢 | 所属   | 勝時計 | 優勝騎手 | 管理調教師 | 馬主     |
| ----- | ------------- | ----- | ---------------- | ---- | ------ | ------ | -------- | ---------- | -------- |
| 第1回 | 2023年10月5日 | 1200m | トラジロウ       | 牡2  | 北海道 | 1:14.0 | 桑村真明 | 角川秀樹   | 真中伴典 |
| 第2回 | 2024年10月3日 | 1200m | ミラクルヴォイス | 牡2  | 北海道 | 1:13.5 | 松井伸也 | 佐久間雅貴 | 簗詰幸子 |

### 各回競走結果の出典
- ネクストスター門別　歴代優勝馬- 地方競馬全国協会
- JBISサーチ
  - 2023年、2024年